# Maximo Kalaw

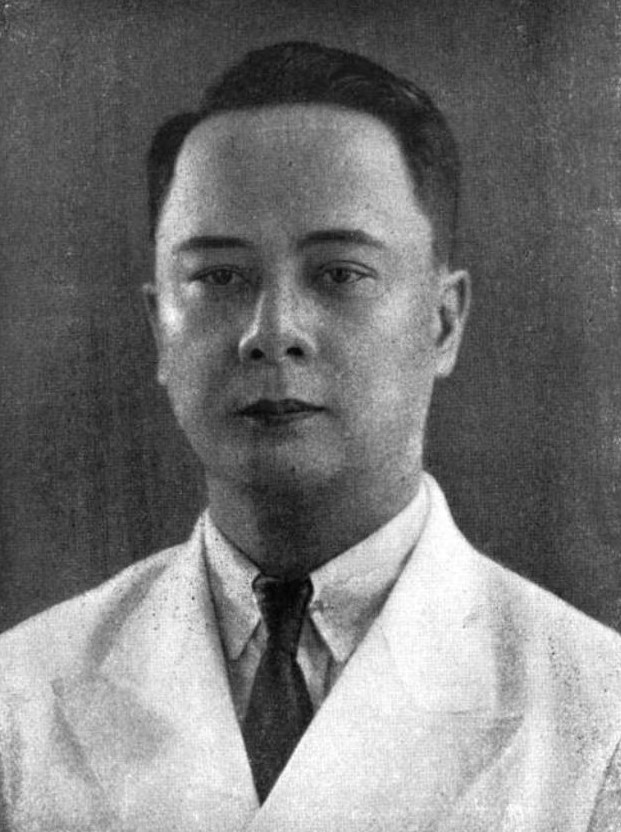
Maximo Kalaw

Maximo Kalaw (Lipa, 10 mei 1891 - 23 maart 1955) was een Filipijns politicus en schrijver.

## Biografie
Maximo Kalaw werd geboren op 10 mei 1891 in Lipa in de Filipijnse provincie Batangas. Hij was het vierde kind van Valerio Kalaw en Maria Manguiat. Zijn twee oudste broers Emilio en Pedro overleden op jonge leeftijd. Daarnaast had hij nog een zeven jaar oudere broer Teodoro Kalaw en twee jongere zusjes: Rosario en Manuela. Maximo studeerde aan de University of the Philippines en was daar hoofdredacteur van de The College Folio. Na zijn studietijd aan de UP vertrok met een studiebeurs van de overheid naar de Verenigde Staten. Daar behaalde hij in 1914 een bachelor-diploma rechten aan de Georgetown University in Washington, D.C.. In 1915 volgde een bachelor of arts-diploma aan George Washington University. Tijdens zijn studie in Washington was hij vanaf 1911 tevens secretaris van Resident Commissioner Manuel Quezon. Ook was hij er directeur van het het Philippine Press Bureau en was hij verantwoordelijk voor de krant The Filipino People.
Na zijn terugkeer in de Filipijnen was hij in 1918 redacteur van de Manila Times. Later werd hij aangesteld hoogleraar politieke wetenschappen aan de University of the Philippines (UP). Weer later volgde en benoeming tot decaan van de faculteit vrije kunsten van de UP. In 1919 was hij een van de leden van de eerste Filipijnse onafhankelijkheidsmissie naar de Verenigde Staten. In 1922 was hij technisch adviseur voor de tweede onafhankelijkheidsmissie. Het jaar erop was hij gasthoogleraar aan de University of Michigan. In 1924 kreeg hij van deze universiteit een eredoctoraat in de politieke wetenschappen. In 1932 was hij opnieuw adviseur van de 9e onafhankelijkheidsmissie. Dit was de missie onder leiding van Sergio Osmena en Manuel Roxas die resulteerde in de Hare–Hawes–Cutting Act.
In 1935 nam Kalaw ontslag als decaan om deel te nemen aan de verkiezingen voor het Filipijns Huis van Afgevaardigden. Hij werd gekozen als afgevaardigde namens het 3e kiesdistrict van Batangas als opvolger van zijn broer Teodoro. In 1938 werd hij voor drie jaar herkozen. In 1945 werd Kalaw benoemd tot minister van onderwijs (Public Instruction). Ook was hij dat jaar een van de delegatieleden bij de oprichtingsbijeenkomst van de Verenigde Naties onder leiding van Carlos Romulo. Nadien was hij nog president van de Coconut Industry Association en diverse mijnbouwbedrijven voor hij met pensioen ging.
Naast zijn werk op de universiteit en als politicus was Kalaw ook actief als schrijver van met name politiek wetenschappelijke boeken. Hij schreef onder meer: The Case of the Filipinos (1919), Guide Book on the Philippine Question (1919), The Present Government of the Philippines (1921), The Development of Philippine Politics, 1872-1920 (1926), Philippine Government under the Jones Law, Vols. I-II (1927), An Introduction to Philippine Social Science (1939) en Philippine Government (1948). In 1930 publiceerde hij zijn enige roman The Filipino Rebel. Ook vertaalde hij brieven van de Filipijnse nationale held in het Engels en publiceerde deze in het zesdelige Epistolario Rizalino.
Kalaw overleed in 1955 op 63-jarige leeftijd. Hij was sinds 1918 getrouwd met Maria Tejico en kreeg met haar vijf kinderen.